# Académie des beaux-arts de Bari
Pour les articles homonymes, voir Académie des beaux-arts.
L'Académie des beaux-arts de Bari (italien : Accademia di Belle Arti di Bari) est une académie d'art publique à Bari, en Italie. Elle a été fondée en 1970, l'Académie est devenue une institution autonome délivrant des diplômes en vertu de la loi no 508 du 21 décembre 1999 et relève de la tutelle du ministère de l'Éducation, de l'Université et de la Recherche.